# Nobody Knows the Trouble I’ve Seen

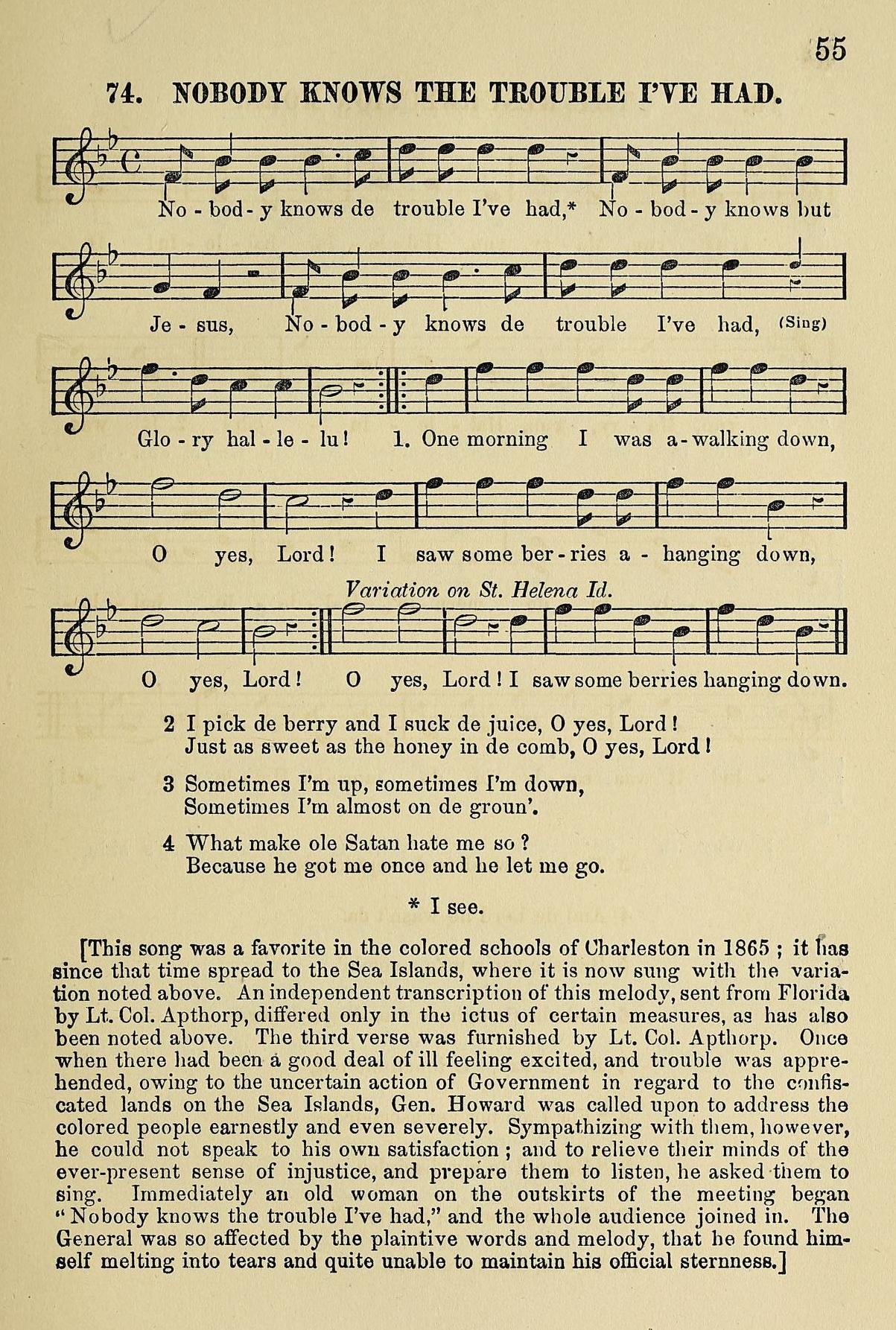
Notenblatt von Nobody Knows the Trouble I’ve Had

Nobody Knows the Trouble I’ve Seen (auch Nobody Knows the Trouble I See) ist ein amerikanisches Spiritual. Der Song, dessen Verfasser unbekannt ist, gilt als herausragendes Beispiel dieser Gattung; er hat sich auch zum Jazzstandard entwickelt.

## Geschichte
Nobody Knows the Trouble I’ve Seen („Niemand kennt das Leid, das ich gesehen hab'“) gilt als „die ergreifendste Klage über die Leiden der Sklaverei“ (Monika Plessner). Das Stück wurde von dem Bariton Harry Thaker Burleigh schriftlich überliefert, einem Schüler Dvořáks.
Marian Anderson nahm bereits 1925 den Song für das Victor-Label auf. Vermutlich mehr als hundert Jahre nach der Entstehung des Spirituals feierte Mahalia Jackson 1957 beim Newport Jazz Festival einen großen Erfolg. Nicht nur die unterschiedlichsten Gospelgruppen (von den Staple Singers bis zum Golden Gate Quartet) hatten den Song in ihrem Repertoire, sondern auch Bluessänger wie Big Bill Broonzy oder Jimmy Witherspoon. Auch Tennessee Ernie Ford und Johnny Cash hatten den Song im Programm. Bereits 1938 spielte Louis Armstrong eine Version ein, 1946 Jack Teagarden. Lena Horne spielte 1946 ihre Version ein.
Auch Musiker des Modern Jazz widmeten sich diesem Spiritual, etwa Dizzy Gillespie, Dave Brubeck oder Grant Green. Auch Vertreter des Free Jazz wie Albert Ayler (mit Call Cobbs) haben diesen Song interpretiert, der nach Hans-Jürgen Schaal ein „Höchstmaß an Expressivität“ mit ihrem „Aufschrei voller Bitterkeit, Verzweiflung und Würde“ erreichte – allerdings veröffentlichte die Plattenfirma das Stück zunächst nicht (es erschien erst 1982). Auch George Adams (mit Don Pullen), Charles Mingus (1977), Archie Shepp (mit Horace Parlan), David Murray oder Charlie Haden (mit Hank Jones) haben Nobody Knows the Trouble I’ve Seen in den Kontext des zeitgenössischen Jazz gestellt. John Coltrane benutzte die Melodie als Grundlage für sein Stück Spiritual, von dem eine bekannte Aufnahme auf dem Album Coltrane „Live“ at the Village Vanguard enthalten ist.
Bernd Alois Zimmermann benutzte das Spiritual als Grundlage für sein 1954/55 komponiertes gleichnamiges Trompetenkonzert. In einer Werkeinführung wies Zimmermann darauf hin, dass das Konzert „unter dem Eindruck des (leider auch heute immer noch bestehenden) Rassenwahns geschrieben“ wurde und „in der Verschmelzung von drei stilistisch scheinbar so heterogenen Gestaltungsprinzipien gleichsam einen Weg der brüderlichen Verbindung zeigen“ will.
Filmische Popularität erlangte das Lied in der Spielfilmkomödie Mel Brooks’ Spaceballs aus dem Jahr 1987. Dort singt Daphne Zuniga alias Prinzessin Vespa das Lied mit tiefer, männlicher Stimme. Außerdem wird es in dem 1994 erschienenen Disney-Zeichentrickfilm Der König der Löwen von Zazu gesungen, als er in einem Käfig festsitzt, allerdings in der Variation, bei der in der zweiten Zeile „my sorrow“ gesungen wird.
In der Serie The Big Bang Theory (Episode 75, Staffel 4 – Episode 12) singt Sheldon das Lied und begleitet sich dabei selbst auf einem Theremin.

## Der traditionelle Text
Nobody knows the trouble I’ve seen
Nobody knows but Jesus
Nobody knows the trouble I’ve seen
Glory hallelujah!
Sometimes I’m up, sometimes I’m down
Oh, yes, Lord
Sometimes I’m almost to the ground
Oh, yes, Lord
Although you see me going ’long so
Oh, yes, Lord
I have my trials here below
Oh, yes, Lord
If you get there before I do
Oh, yes, Lord
Tell all-a my friends I’m coming too
Oh, yes, Lord
Variationen:
- Die zweite Zeile („Nobody knows but Jesus“) wird oft als „Nobody knows my sorrow“ wiedergegeben. Bei welcher Interpretation es sich um das Original handelt, ist ungeklärt.